# 내손중학교
내손중학교(內蓀中學校)는 경기도 의왕시에 있는 공립 중학교이다.

## 학교 연혁
- 2025년 3월 1일 : 개교

## 같이 보기
- 내손고등학교